# Concilio di Mâcon (585)

La distribuzione della diocesi rappresentate al Concilio di Mâcon del 585.

Il concilio di Mâcon (in latino Concilium Matisconense) riunì il clero vescovile gallico su convocazione del re franco Gontrano. Si tenne nell'anno 585 sotto la presidenza di Prisco, vescovo di Lione. Furono presenti i vescovi di Burgundia, Neustria, Aquitania e Guascogna, mentre si astennero dal partecipare i prelati dell'Austrasia.

## Canoni
Al Concilio furono promulgati venti canoni, che possono essere riassunti come segue:
- I. Esortazione al riposo domenicale, che all'epoca il popolo cristiano aveva la temeraria abitudine di non osservare. Si prevedevano sanzioni contro i trasgressori, commisurate alla classe sociale: colpi di bastone per un contadino o uno schiavo; un avvocato che aveva intentato una causa di Domenica, la perdeva; un monaco sarebbe stato allontanato dai confratelli per sei mesi.
- II. I padri conciliari raccomandavano la celebrazione della Settimana santa, che comportava la partecipazione agli inni e ai «sacrifici» e l'astensione dal lavoro servile per sei giorni.
- III. I battesimi dovevano essere celebrati tutti nella domenica di Pasqua (con l'eccezione dei neonati in pericolo di vita)
- IV. Tutti i fedeli, uomini e donne, devono portare all'altare un'offerta di pane e vino;
- V. Coloro che non pagano le decime ecclesiastiche verranno scomunicati.
- VI. Nessun sacerdote che abbia assunto cibo o vino può toccare l'ostia né può celebrare la Messa.
- VII. Gli ex schiavi (i «liberti»), che nonostante la loro nuova condizione vengono trattati spesso ingiustamente dai « giudici », non possono essere portati davanti ai magistrati civili, ma davanti al loro vescovo. Egli, nell'esprimere il suo giudizio, può essere assistito da un giudice civile o affidare a lui il verdetto.
- VIII. Se qualcuno si rifugia in una chiesa per sfuggire al potere secolare[1], il potere secolare può varcare la soglia solo su permesso del vescovo.
- IX. Un potente che ha motivi di accusa contro un vescovo non può farsi giustizia da solo, ma deve deferire l'accusato al vescovo metropolita.
- X. Colui il quale ha un risentimento nei confronti di una persona sottoposta al vescovo lo deve portare davanti al vescovo, ed è il vescovo che decide sul caso.
- XI. I vescovi devono praticare e sostenere l'ospitalità.
- XII. Nei processi in cui sono accusati vedove e orfani, i giudici del potere secolare devono coinvolgere il potere ecclesiastico.
- XIII. Nella residenza episcopale non devono abitare cani, poiché ciò contrasta con la vocazione all'ospitalità.
- XIV. I potenti non possono impossessarsi dei beni di altri senza processo.
- XV. I laici devono mostrare segni di rispetto per i chierici, anche verso coloro i quali appartengono agli ordini minori.
- XVI. La vedova di un suddiacono, di un esorcista o di un accolito non può risposarsi.
- XVII. È proibita la pratica di seppellire i propri morti nelle tombe di altri morti.
- XVIII. L'incesto va colpito con le pene più gravi in assoluto. Chi lo pratica in merda convolvuntur.
- XIX. È vietato ai chierici assistere sia agli interrogatori dei colpevoli sia alle esecuzioni (capitali).
- XX. (Dopo questo concilio) i vescovi si incontreranno di nuovo fra tre anni.

I vescovi d'Austrasia non parteciparono al concilio. È quindi per sentito dire che San Gregorio, vescovo di Tours, città dell'Austrasia, venne a conoscenza di una discussione – su un tema peraltro non contenuto nei venti canoni – che diede vita alla famosa «leggenda del Concilio di Mâcon».